# Schaltin
Pour les articles homonymes, voir Chaltin.
Schaltin (en wallon Chaltin) est une section de la commune belge de Hamois située en Région wallonne dans la province de Namur.
C'était une commune à part entière avant la fusion des communes de 1977.

## Étymologie
Le nom est attesté en 1040 sous la forme Scaletin, et en 1089 avec l'orthographe Scalentin
Aux (collectif germanique avec double suffixe -ent-in) écorces, bardeaux (germanique *skal, moyen néerlandais schaal « écaille »)[pas clair],.

## Évolution démographique
- Source: DGS, 1831 à 1970=recensements population, 1976= habitants au 31 décembre

## Histoire
Sous le régime français, la commune fusionna avec la localité de Maibe.